# Notaden melanoscaphus
Notaden melanoscaphus és una espècie de granota que viu a Austràlia.